# Mahabalipuram
Mahabalipuram (tamilski: மாமல்லபுரம்) je naselje u oblasti Kancheepuram, u indijskoj državi Tamil Nadu, oko 60 km istočno od Chennaija, na obali Indijskog mora i prosječnoj nadmorskoj visini od 12 metra.
Mahabalipuram je u 7. stoljeću postao glavna luka južnoindijske vladarske dinastije Pallava, te se u njemu nalaze brojni hinduistički hramovi koji su slavni po svojim raskošnim reljefima na kojima su prikazani prizori iz epa Mahabharata i života za vladavine kralja Narasimhavarmana I. (630. – 668.). Zbog toga su Spomenici Mahabalipurama upisani na UNESCO-ov popis mjesta svjetske baštine u Aziji i Oceaniji 1984. godine.
Ime mu potječe od tamilskog izraza Maha-malla, što znači "veliki rvač", a što je bio omiljeni epitet kralja Narasimhavarmana jer je hrvanje bio omiljeni sport Pallava vladara. Naselje je 2001. godine imalo 12.049 stanovnika s 74% pismenog stanovništva, što je mnogo veći prosjek od državnog (59,5%).

## Povijest
Najstariji hramovi u Mahabalipuramu, oni građeni za vrijeme Pallava vladara (ponajviše Narasimhavarmana I. i njegova nasljednika Rajasimhavarmana) su zapravo prijelaz iz špiljskog hrama u strukturnu građevinu, ali koje su zadržale mnoge odlike špiljske arhitekture kao što su špiljski hramovi u Ajanti i špilje Ellore. Tako ovi prvi samostojeći hramovi imaju snažne odlike budističkih samostana i chaitya (dvorana u kojoj je stupa) s nekoliko ćelija okupljenih oko dvorišta. Zbog toga povjesničar umjetnosti Percy Brown navodi mogućnost da je Narasimhavarman mogao dovesti umjetnike i graditelje iz novoosvojenih budističkih područja Chalukyana 642. godine, kao ratni plijen.
Moderno naselje u Mahabalipuramu su osnovali Britanci 1827. godine.

## Znamenitosti
Hramovi mahabalipurama su uglavnom isklesani iz monolita, i predstavljaju prve samostojeće dravidske hramove s jasnim utjecajem konstrukcijskih elemenata s budističkih građevina. Njihove velike dvorane-paviljoni (mandapa) i svetišta (rathas) su oblikovani kao ceremonijalne kočije i izgrađeni su većinom od lokalnog granita. Stubovi su jasno dravidski, a skulpture su izvrsni primjeri umjetnosti Pallava razdoblja. Kako su veliki dijelovi hramova klesani od velikih monolitnih stijena, pa čak i cijele građevine, pretpostavlja se da su hramove u Mahabalipurami klesali stotine vrhunskih klesara. Zbog nekih nedovršenih skulptura i raznolikosti stilova, pretpostavlja se da su površine hramova služile kao škola za obuku klesara.
Neke od najvažnijih spomenika su:
- Špiljski hram Varaha je mali hram isklesan u stijeni u 7. stoljeću, posvećen bogu jednoj inkarnaciji Višnua u obliku vepra, Varahi.
- Pancha Rathas ("Pet kola") čini pet monolitnih piramidalnih građevina iz kasnog 7. stoljeća, nazvana prema Pandavama (pet sinova Pandua). Zanimljivost ovih rathasa je da je, usprskos njihovoj veličini, svaki od njih isklesan od jednog velikog komada granita i svaki ima skulpture u drugačijem stilu.
- Thirukadalmallai, hram posvećen bogu Višnuu su također sagradili kraljevi Pallava kako bi sačuvali skulpture iz oceanom potopljenih starijih građevina.
- Slavni "Obalni hram", na samoj morskoj obali, je podignut oko pola stoljeća kasnije od tesanog kamena s mnogim visokim reljefima, uključujući jedan granitni veličine 31 x 14 metara. Hram je obnovljen kamen po kamen iz mora, nakon što ga je u more odnio ciklon.
- "Silazak niz Ganges" je divovski bareljef na otvorenom, veličine 29 x 13 metara, iskklesan iz jedne monolitske stijene.
- "Arjunova pokora" je reljefna skulptura koja svojom veličinom veliča epizode iz epa Mahabharata.

- Ulaz u Varana hram
- Obalni hram
- Hram Thirukadalmallai
- Pancha Rathas hramovi Bhima i Dharmaraja
- Pancha Rathas hramovi Draupadi i Arjuna

## Poveznice
- Indijska umjetnost
- Indijski hram

## Vanjske poveznice
- Mahabalipuram  Arhivirana inačica izvorne stranice od 18. ožujka 2019. (Wayback Machine)
- Living Rocks, Frontline, Volume 24 - Issue 25 :: Dec. 22, 2007-Jan. 04, 200 (engl.)